# Vuelta a Portugal 2023
La 84.ª edición de la Vuelta a Portugal tiene lugar del 9 de agosto al 20 de agosto de 2023 a lo largo de 1600 kilómetros en total.

## Equipos participantes
En la edición de 2023 participaron un total de 18 equipos, cuatro equipos UCI ProSeries y catorce de categoría continental:
| ProTeams (4)- Burgos-BH - Equipo Kern Pharma - Caja Rural-Seguros RGA - Euskaltel-Euskadi Equipos continentales (14)- ABTF Betão-Feirense - AP Hotels & Resorts-Tavira-SC Farense - Aviludo-Louletano-Loulé Concelho - Credibom-La Alumínios-Marcos Car - Efapel Cycling - Glassdrive-Q8-Anicolor - Kelly-Simoldes-UDO - Rádio Popular-Paredes-Boavista - Tavfer-Ovos Matinados-Mortágua - Universe Cycling Team - BAI Sicasal Petro de Luanda - Bike Aid - Global 6 Cycling - Team Vorarlberg |
| |

## Etapas
La Volta a Portugal dispuso de 10 etapas y un prólogo para un recorrido total de 1600,2 km.
| Etapa      | Fecha     | Recorrido                             | type                    | Distancia (km) | Desnivel (m) | Ganador           | Líder           |
| ---------- | --------- | ------------------------------------- | ----------------------- | -------------- | ------------ | ----------------- | --------------- |
| Prólogo    | 9 de ago  | Viseo – Viseo                         | contrarreloj individual | 3,6            | 10 m         | Rafael Reis       | Rafael Reis     |
| 1.ª etapa  | 10 de ago | Anadia – Ourém                        | etapa escarpada         | 188,5          | 2448 m       | Leangel Linarez   | Rafael Reis     |
| 2.ª etapa  | 11 de ago | Abrantes – Vila Franca de Xira        | etapa escarpada         | 177,3          | 1678 m       | Leangel Linarez   | Leangel Linarez |
| 3.ª etapa  | 12 de ago | Sines – Loulé                         | etapa escarpada         | 191,8          | 2265 m       | João Matias       | Rafael Reis     |
| 4.ª etapa  | 13 de ago | Estremoz – Castelo Branco             | etapa escarpada         | 184,5          | 2299 m       | Daniel Babor      | João Matias     |
| 5.ª etapa  | 14 de ago | Mação – Covillana                     | etapa de montaña        | 184,3          | 4614 m       | Delio Fernández   | Delio Fernández |
| 6.ª etapa  | 15 de ago | Penamacor – Guarda                    | etapa escarpada         | 168,5          | 3266 m       | Luis Ángel Maté   | Artem Nych      |
|            | 16 de ago | Día de descanso                       | Día de descanso         |                |              |                   |                 |
| 7.ª etapa  | 17 de ago | Torre de Moncorvo – Sierra de Larouco | etapa de montaña        | 162,6          | 3415 m       | Colin Stüssi      | Colin Stüssi    |
| 8.ª etapa  | 18 de ago | Boticas – Fafe                        | etapa escarpada         | 146,7          | 2169 m       | Adrián Bustamante | Colin Stüssi    |
| 9.ª etapa  | 19 de ago | Paredes – Mondim de Basto             | etapa de montaña        | 174,5          | 3928 m       | James Whelan      | Colin Stüssi    |
| 10.ª etapa | 20 de ago | Viana do Castelo – Viana do Castelo   | contrarreloj individual | 17,9           | 317 m        | Txomin Juaristi   | Colin Stüssi    |

## Desarrollo de la carrera

### Prólogo
| Viseo - Viseo | contrarreloj individual | (3,6 km) |

| \| Clasificación de la etapa \| Clasificación de la etapa \| Clasificación de la etapa \| Clasificación de la etapa \| Clasificación de la etapa \| \| Ciclista \| Ciclista \| Equipo \| Tiempo \| \| \| ------------------------- \| ------------------------- \| -------------------------------- \| ------------------------- \| ------------------------- \| \| 1.º \| Rafael Reis \| Glassdrive-Q8-Anicolor \| 3 min 58 s \| \| \| 2.º \| Txomin Juaristi \| Euskaltel-Euskadi \| + 2 s \| \| \| 3.º \| Mauricio Moreira \| Glassdrive-Q8-Anicolor \| + 3 s \| \| \| 4.º \| César Martingil \| Aviludo-Louletano-Loulé Concelho \| + 4 s \| \| \| 5.º \| Íñigo Elosegui \| Equipo Kern Pharma \| + 5 s \| \| \| 6.º \| Tiago Antunes \| Efapel Cycling \| + 5 s \| \| \| 7.º \| Lukas Meiler \| Team Vorarlberg \| + 5 s \| \| \| 8.º \| Daniel Babor \| Caja Rural-Seguros RGA \| + 5 s \| \| \| 9.º \| Moran Vermeulen \| Team Vorarlberg \| + 6 s \| \| \| 10.º \| Antonio Jesús Soto \| Euskaltel-Euskadi \| + 6 s \| \| |                    |                                  |            |
| |                    |                                  |            |
| |                    |                                  |            |
| Clasificación de la etapa |                    |                                  |            |
| Ciclista | Ciclista           | Equipo                           | Tiempo     |
| 1.º | Rafael Reis        | Glassdrive-Q8-Anicolor           | 3 min 58 s |
| 2.º | Txomin Juaristi    | Euskaltel-Euskadi                | + 2 s      |
| 3.º | Mauricio Moreira   | Glassdrive-Q8-Anicolor           | + 3 s      |
| 4.º | César Martingil    | Aviludo-Louletano-Loulé Concelho | + 4 s      |
| 5.º | Íñigo Elosegui     | Equipo Kern Pharma               | + 5 s      |
| 6.º | Tiago Antunes      | Efapel Cycling                   | + 5 s      |
| 7.º | Lukas Meiler       | Team Vorarlberg                  | + 5 s      |
| 8.º | Daniel Babor       | Caja Rural-Seguros RGA           | + 5 s      |
| 9.º | Moran Vermeulen    | Team Vorarlberg                  | + 6 s      |
| 10.º | Antonio Jesús Soto | Euskaltel-Euskadi                | + 6 s      |

| \| Clasificación general \| Clasificación general \| Clasificación general \| Clasificación general \| Clasificación general \| \| Ciclista \| Ciclista \| Equipo \| Tiempo \| \| \| --------------------- \| --------------------- \| -------------------------------- \| --------------------- \| --------------------- \| \| 1.º \| Rafael Reis \| Glassdrive-Q8-Anicolor \| 3 min 58 s \| \| \| 2.º \| Txomin Juaristi \| Euskaltel-Euskadi \| + 2 s \| \| \| 3.º \| Mauricio Moreira \| Glassdrive-Q8-Anicolor \| + 3 s \| \| \| 4.º \| César Martingil \| Aviludo-Louletano-Loulé Concelho \| + 4 s \| \| \| 5.º \| Íñigo Elosegui \| Equipo Kern Pharma \| + 5 s \| \| \| 6.º \| Tiago Antunes \| Efapel Cycling \| + 5 s \| \| \| 7.º \| Lukas Meiler \| Team Vorarlberg \| + 5 s \| \| \| 8.º \| Daniel Babor \| Caja Rural-Seguros RGA \| + 5 s \| \| \| 9.º \| Moran Vermeulen \| Team Vorarlberg \| + 6 s \| \| \| 10.º \| Antonio Jesús Soto \| Euskaltel-Euskadi \| + 6 s \| \| |                    |                                  |            |
| |                    |                                  |            |
| |                    |                                  |            |
| Clasificación general |                    |                                  |            |
| Ciclista | Ciclista           | Equipo                           | Tiempo     |
| 1.º | Rafael Reis        | Glassdrive-Q8-Anicolor           | 3 min 58 s |
| 2.º | Txomin Juaristi    | Euskaltel-Euskadi                | + 2 s      |
| 3.º | Mauricio Moreira   | Glassdrive-Q8-Anicolor           | + 3 s      |
| 4.º | César Martingil    | Aviludo-Louletano-Loulé Concelho | + 4 s      |
| 5.º | Íñigo Elosegui     | Equipo Kern Pharma               | + 5 s      |
| 6.º | Tiago Antunes      | Efapel Cycling                   | + 5 s      |
| 7.º | Lukas Meiler       | Team Vorarlberg                  | + 5 s      |
| 8.º | Daniel Babor       | Caja Rural-Seguros RGA           | + 5 s      |
| 9.º | Moran Vermeulen    | Team Vorarlberg                  | + 6 s      |
| 10.º | Antonio Jesús Soto | Euskaltel-Euskadi                | + 6 s      |

### 1.ª etapa
| Anadia - Ourém | etapa escarpada | (188,5 km) |

| \| Clasificación de la etapa \| Clasificación de la etapa \| Clasificación de la etapa \| Clasificación de la etapa \| Clasificación de la etapa \| \| Ciclista \| Ciclista \| Equipo \| Tiempo \| \| \| ------------------------- \| ------------------------- \| ------------------------------ \| ------------------------- \| ------------------------- \| \| 1.º \| Leangel Linarez \| Tavfer-Ovos Matinados-Mortágua \| 4 h 33 min 04 s \| \| \| 2.º \| Daniel Babor \| Caja Rural-Seguros RGA \| + 0 s \| \| \| 3.º \| Tomas Barta \| Caja Rural-Seguros RGA \| + 0 s \| \| \| 4.º \| Miguel Ángel Fernández \| Burgos-BH \| + 0 s \| \| \| 5.º \| Francisco Campos \| BAI-Sicasal-Petro de Luanda \| + 0 s \| \| \| 6.º \| Rafael Silva \| Efapel Cycling \| + 0 s \| \| \| 7.º \| Adrián Bustamante \| Kelly-Simoldes-UDO \| + 0 s \| \| \| 8.º \| Hugo Nunes \| Rádio Popular-Paredes-Boavista \| + 0 s \| \| \| 9.º \| Luís Mendonça \| Glassdrive-Q8-Anicolor \| + 0 s \| \| \| 10.º \| José Sousa \| Kelly-Simoldes-UDO \| + 0 s \| \| |                        |                                |                 |
| |                        |                                |                 |
| |                        |                                |                 |
| Clasificación de la etapa |                        |                                |                 |
| Ciclista | Ciclista               | Equipo                         | Tiempo          |
| 1.º | Leangel Linarez        | Tavfer-Ovos Matinados-Mortágua | 4 h 33 min 04 s |
| 2.º | Daniel Babor           | Caja Rural-Seguros RGA         | + 0 s           |
| 3.º | Tomas Barta            | Caja Rural-Seguros RGA         | + 0 s           |
| 4.º | Miguel Ángel Fernández | Burgos-BH                      | + 0 s           |
| 5.º | Francisco Campos       | BAI-Sicasal-Petro de Luanda    | + 0 s           |
| 6.º | Rafael Silva           | Efapel Cycling                 | + 0 s           |
| 7.º | Adrián Bustamante      | Kelly-Simoldes-UDO             | + 0 s           |
| 8.º | Hugo Nunes             | Rádio Popular-Paredes-Boavista | + 0 s           |
| 9.º | Luís Mendonça          | Glassdrive-Q8-Anicolor         | + 0 s           |
| 10.º | José Sousa             | Kelly-Simoldes-UDO             | + 0 s           |

| \| Clasificación general \| Clasificación general \| Clasificación general \| Clasificación general \| Clasificación general \| \| Ciclista \| Ciclista \| Equipo \| Tiempo \| \| \| --------------------- \| --------------------- \| -------------------------------- \| --------------------- \| --------------------- \| \| 1.º \| Rafael Reis \| Glassdrive-Q8-Anicolor \| 4 h 37 min 00 s \| \| \| 2.º \| Leangel Linarez \| Tavfer-Ovos Matinados-Mortágua \| + 0 s \| \| \| 3.º \| Daniel Babor \| Caja Rural-Seguros RGA \| + 1 s \| \| \| 4.º \| Txomin Juaristi \| Euskaltel-Euskadi \| + 4 s \| \| \| 5.º \| Mauricio Moreira \| Glassdrive-Q8-Anicolor \| + 5 s \| \| \| 6.º \| César Martingil \| Aviludo-Louletano-Loulé Concelho \| + 6 s \| \| \| 7.º \| Íñigo Elosegui \| Equipo Kern Pharma \| + 7 s \| \| \| 8.º \| Tiago Antunes \| Efapel Cycling \| + 7 s \| \| \| 9.º \| Lukas Meiler \| Team Vorarlberg \| + 7 s \| \| \| 10.º \| Moran Vermeulen \| Team Vorarlberg \| + 8 s \| \| |                  |                                  |                 |
| |                  |                                  |                 |
| |                  |                                  |                 |
| Clasificación general |                  |                                  |                 |
| Ciclista | Ciclista         | Equipo                           | Tiempo          |
| 1.º | Rafael Reis      | Glassdrive-Q8-Anicolor           | 4 h 37 min 00 s |
| 2.º | Leangel Linarez  | Tavfer-Ovos Matinados-Mortágua   | + 0 s           |
| 3.º | Daniel Babor     | Caja Rural-Seguros RGA           | + 1 s           |
| 4.º | Txomin Juaristi  | Euskaltel-Euskadi                | + 4 s           |
| 5.º | Mauricio Moreira | Glassdrive-Q8-Anicolor           | + 5 s           |
| 6.º | César Martingil  | Aviludo-Louletano-Loulé Concelho | + 6 s           |
| 7.º | Íñigo Elosegui   | Equipo Kern Pharma               | + 7 s           |
| 8.º | Tiago Antunes    | Efapel Cycling                   | + 7 s           |
| 9.º | Lukas Meiler     | Team Vorarlberg                  | + 7 s           |
| 10.º | Moran Vermeulen  | Team Vorarlberg                  | + 8 s           |

### 2.ª etapa
| Abrantes - Vila Franca de Xira | etapa escarpada | (177,3 km) |

| \| Clasificación de la etapa \| Clasificación de la etapa \| Clasificación de la etapa \| Clasificación de la etapa \| Clasificación de la etapa \| \| Ciclista \| Ciclista \| Equipo \| Tiempo \| \| \| ------------------------- \| ------------------------- \| ------------------------------------- \| ------------------------- \| ------------------------- \| \| 1.º \| Leangel Linarez \| Tavfer-Ovos Matinados-Mortágua \| 4 h 16 min 32 s \| \| \| 2.º \| Miguel Ángel Fernández \| Burgos-BH \| + 0 s \| \| \| 3.º \| Daniel Babor \| Caja Rural-Seguros RGA \| + 0 s \| \| \| 4.º \| César Martingil \| Aviludo-Louletano-Loulé Concelho \| + 0 s \| \| \| 5.º \| Andoni López de Abetxuko \| Euskaltel-Euskadi \| + 0 s \| \| \| 6.º \| Luís Mendonça \| Glassdrive-Q8-Anicolor \| + 0 s \| \| \| 7.º \| Léo Bouvier \| Bike Aid \| + 0 s \| \| \| 8.º \| Carlos Salgueiro \| AP Hotels & Resorts-Tavira-SC Farense \| + 0 s \| \| \| 9.º \| Lukas Rüegg \| Team Vorarlberg \| + 0 s \| \| \| 10.º \| Francisco Campos \| BAI-Sicasal-Petro de Luanda \| + 0 s \| \| |                          |                                       |                 |
| |                          |                                       |                 |
| |                          |                                       |                 |
| Clasificación de la etapa |                          |                                       |                 |
| Ciclista | Ciclista                 | Equipo                                | Tiempo          |
| 1.º | Leangel Linarez          | Tavfer-Ovos Matinados-Mortágua        | 4 h 16 min 32 s |
| 2.º | Miguel Ángel Fernández   | Burgos-BH                             | + 0 s           |
| 3.º | Daniel Babor             | Caja Rural-Seguros RGA                | + 0 s           |
| 4.º | César Martingil          | Aviludo-Louletano-Loulé Concelho      | + 0 s           |
| 5.º | Andoni López de Abetxuko | Euskaltel-Euskadi                     | + 0 s           |
| 6.º | Luís Mendonça            | Glassdrive-Q8-Anicolor                | + 0 s           |
| 7.º | Léo Bouvier              | Bike Aid                              | + 0 s           |
| 8.º | Carlos Salgueiro         | AP Hotels & Resorts-Tavira-SC Farense | + 0 s           |
| 9.º | Lukas Rüegg              | Team Vorarlberg                       | + 0 s           |
| 10.º | Francisco Campos         | BAI-Sicasal-Petro de Luanda           | + 0 s           |

| \| Clasificación general \| Clasificación general \| Clasificación general \| Clasificación general \| Clasificación general \| \| Ciclista \| Ciclista \| Equipo \| Tiempo \| \| \| --------------------- \| --------------------- \| -------------------------------- \| --------------------- \| --------------------- \| \| 1.º \| Leangel Linarez \| Tavfer-Ovos Matinados-Mortágua \| 8 h 53 min 22 s \| \| \| 2.º \| Daniel Babor \| Caja Rural-Seguros RGA \| + 7 s \| \| \| 3.º \| Rafael Reis \| Glassdrive-Q8-Anicolor \| + 10 s \| \| \| 4.º \| Lukas Meiler \| Team Vorarlberg \| + 14 s \| \| \| 5.º \| Txomin Juaristi \| Euskaltel-Euskadi \| + 14 s \| \| \| 6.º \| Mauricio Moreira \| Glassdrive-Q8-Anicolor \| + 15 s \| \| \| 7.º \| César Martingil \| Aviludo-Louletano-Loulé Concelho \| + 16 s \| \| \| 8.º \| Íñigo Elosegui \| Equipo Kern Pharma \| + 17 s \| \| \| 9.º \| Tiago Antunes \| Efapel Cycling \| + 17 s \| \| \| 10.º \| Moran Vermeulen \| Team Vorarlberg \| + 18 s \| \| |                  |                                  |                 |
| |                  |                                  |                 |
| |                  |                                  |                 |
| Clasificación general |                  |                                  |                 |
| Ciclista | Ciclista         | Equipo                           | Tiempo          |
| 1.º | Leangel Linarez  | Tavfer-Ovos Matinados-Mortágua   | 8 h 53 min 22 s |
| 2.º | Daniel Babor     | Caja Rural-Seguros RGA           | + 7 s           |
| 3.º | Rafael Reis      | Glassdrive-Q8-Anicolor           | + 10 s          |
| 4.º | Lukas Meiler     | Team Vorarlberg                  | + 14 s          |
| 5.º | Txomin Juaristi  | Euskaltel-Euskadi                | + 14 s          |
| 6.º | Mauricio Moreira | Glassdrive-Q8-Anicolor           | + 15 s          |
| 7.º | César Martingil  | Aviludo-Louletano-Loulé Concelho | + 16 s          |
| 8.º | Íñigo Elosegui   | Equipo Kern Pharma               | + 17 s          |
| 9.º | Tiago Antunes    | Efapel Cycling                   | + 17 s          |
| 10.º | Moran Vermeulen  | Team Vorarlberg                  | + 18 s          |

### 3.ª etapa
| Sines - Loulé | etapa escarpada | (191,8 km) |

| \| Clasificación de la etapa \| Clasificación de la etapa \| Clasificación de la etapa \| Clasificación de la etapa \| Clasificación de la etapa \| \| Ciclista \| Ciclista \| Equipo \| Tiempo \| \| \| ------------------------- \| ------------------------- \| -------------------------------- \| ------------------------- \| ------------------------- \| \| 1.º \| João Matias \| Tavfer-Ovos Matinados-Mortágua \| 4 h 49 min 11 s \| \| \| 2.º \| Óscar Pelegrí \| Burgos-BH \| + 0 s \| \| \| 3.º \| Luís Mendonça \| Glassdrive-Q8-Anicolor \| + 0 s \| \| \| 4.º \| Andoni López de Abetxuko \| Euskaltel-Euskadi \| + 0 s \| \| \| 5.º \| Francisco Campos \| BAI-Sicasal-Petro de Luanda \| + 0 s \| \| \| 6.º \| Hugo Nunes \| Rádio Popular-Paredes-Boavista \| + 0 s \| \| \| 7.º \| Luís Gomes \| Kelly-Simoldes-UDO \| + 0 s \| \| \| 8.º \| Rodrigo Caixas \| Credibom-LA Alumínios-Marcos Car \| + 0 s \| \| \| 9.º \| Calum Johnston \| Caja Rural-Seguros RGA \| + 0 s \| \| \| 10.º \| César Fonte \| Rádio Popular-Paredes-Boavista \| + 0 s \| \| |                          |                                  |                 |
| |                          |                                  |                 |
| |                          |                                  |                 |
| Clasificación de la etapa |                          |                                  |                 |
| Ciclista | Ciclista                 | Equipo                           | Tiempo          |
| 1.º | João Matias              | Tavfer-Ovos Matinados-Mortágua   | 4 h 49 min 11 s |
| 2.º | Óscar Pelegrí            | Burgos-BH                        | + 0 s           |
| 3.º | Luís Mendonça            | Glassdrive-Q8-Anicolor           | + 0 s           |
| 4.º | Andoni López de Abetxuko | Euskaltel-Euskadi                | + 0 s           |
| 5.º | Francisco Campos         | BAI-Sicasal-Petro de Luanda      | + 0 s           |
| 6.º | Hugo Nunes               | Rádio Popular-Paredes-Boavista   | + 0 s           |
| 7.º | Luís Gomes               | Kelly-Simoldes-UDO               | + 0 s           |
| 8.º | Rodrigo Caixas           | Credibom-LA Alumínios-Marcos Car | + 0 s           |
| 9.º | Calum Johnston           | Caja Rural-Seguros RGA           | + 0 s           |
| 10.º | César Fonte              | Rádio Popular-Paredes-Boavista   | + 0 s           |

| \| Clasificación general \| Clasificación general \| Clasificación general \| Clasificación general \| Clasificación general \| \| Ciclista \| Ciclista \| Equipo \| Tiempo \| \| \| --------------------- \| --------------------- \| ------------------------------------- \| --------------------- \| --------------------- \| \| 1.º \| Rafael Reis \| Glassdrive-Q8-Anicolor \| 13 h 42 min 43 s \| \| \| 2.º \| João Matias \| Tavfer-Ovos Matinados-Mortágua \| + 2 s \| \| \| 3.º \| Lukas Meiler \| Team Vorarlberg \| + 4 s \| \| \| 4.º \| Txomin Juaristi \| Euskaltel-Euskadi \| + 4 s \| \| \| 5.º \| Mauricio Moreira \| Glassdrive-Q8-Anicolor \| + 5 s \| \| \| 6.º \| Íñigo Elosegui \| Equipo Kern Pharma \| + 7 s \| \| \| 7.º \| Tiago Antunes \| Efapel Cycling \| + 7 s \| \| \| 8.º \| Moran Vermeulen \| Team Vorarlberg \| + 8 s \| \| \| 9.º \| Carlos Salgueiro \| AP Hotels & Resorts-Tavira-SC Farense \| + 8 s \| \| \| 10.º \| Carlos Oyarzún \| Aviludo-Louletano-Loulé Concelho \| + 9 s \| \| |                  |                                       |                  |
| |                  |                                       |                  |
| |                  |                                       |                  |
| Clasificación general |                  |                                       |                  |
| Ciclista | Ciclista         | Equipo                                | Tiempo           |
| 1.º | Rafael Reis      | Glassdrive-Q8-Anicolor                | 13 h 42 min 43 s |
| 2.º | João Matias      | Tavfer-Ovos Matinados-Mortágua        | + 2 s            |
| 3.º | Lukas Meiler     | Team Vorarlberg                       | + 4 s            |
| 4.º | Txomin Juaristi  | Euskaltel-Euskadi                     | + 4 s            |
| 5.º | Mauricio Moreira | Glassdrive-Q8-Anicolor                | + 5 s            |
| 6.º | Íñigo Elosegui   | Equipo Kern Pharma                    | + 7 s            |
| 7.º | Tiago Antunes    | Efapel Cycling                        | + 7 s            |
| 8.º | Moran Vermeulen  | Team Vorarlberg                       | + 8 s            |
| 9.º | Carlos Salgueiro | AP Hotels & Resorts-Tavira-SC Farense | + 8 s            |
| 10.º | Carlos Oyarzún   | Aviludo-Louletano-Loulé Concelho      | + 9 s            |

### 4.ª etapa
| Estremoz - Castelo Branco | etapa escarpada | (184,5 km) |

| \| Clasificación de la etapa \| Clasificación de la etapa \| Clasificación de la etapa \| Clasificación de la etapa \| Clasificación de la etapa \| \| Ciclista \| Ciclista \| Equipo \| Tiempo \| \| \| ------------------------- \| ------------------------- \| ------------------------------------- \| ------------------------- \| ------------------------- \| \| 1.º \| Daniel Babor \| Caja Rural-Seguros RGA \| 4 h 36 min 26 s \| \| \| 2.º \| Andoni López de Abetxuko \| Euskaltel-Euskadi \| + 0 s \| \| \| 3.º \| João Matias \| Tavfer-Ovos Matinados-Mortágua \| + 0 s \| \| \| 4.º \| Colin Stüssi \| Team Vorarlberg \| + 0 s \| \| \| 5.º \| Luís Gomes \| Kelly-Simoldes-UDO \| + 0 s \| \| \| 6.º \| Hugo Nunes \| Rádio Popular-Paredes-Boavista \| + 0 s \| \| \| 7.º \| Luís Mendonça \| Glassdrive-Q8-Anicolor \| + 0 s \| \| \| 8.º \| Óscar Pelegrí \| Burgos-BH \| + 0 s \| \| \| 9.º \| Delio Fernández \| AP Hotels & Resorts-Tavira-SC Farense \| + 0 s \| \| \| 10.º \| Léo Bouvier \| Bike Aid \| + 0 s \| \| |                          |                                       |                 |
| |                          |                                       |                 |
| |                          |                                       |                 |
| Clasificación de la etapa |                          |                                       |                 |
| Ciclista | Ciclista                 | Equipo                                | Tiempo          |
| 1.º | Daniel Babor             | Caja Rural-Seguros RGA                | 4 h 36 min 26 s |
| 2.º | Andoni López de Abetxuko | Euskaltel-Euskadi                     | + 0 s           |
| 3.º | João Matias              | Tavfer-Ovos Matinados-Mortágua        | + 0 s           |
| 4.º | Colin Stüssi             | Team Vorarlberg                       | + 0 s           |
| 5.º | Luís Gomes               | Kelly-Simoldes-UDO                    | + 0 s           |
| 6.º | Hugo Nunes               | Rádio Popular-Paredes-Boavista        | + 0 s           |
| 7.º | Luís Mendonça            | Glassdrive-Q8-Anicolor                | + 0 s           |
| 8.º | Óscar Pelegrí            | Burgos-BH                             | + 0 s           |
| 9.º | Delio Fernández          | AP Hotels & Resorts-Tavira-SC Farense | + 0 s           |
| 10.º | Léo Bouvier              | Bike Aid                              | + 0 s           |

| \| Clasificación general \| Clasificación general \| Clasificación general \| Clasificación general \| Clasificación general \| \| Ciclista \| Ciclista \| Equipo \| Tiempo \| \| \| --------------------- \| ------------------------ \| ------------------------------------- \| --------------------- \| --------------------- \| \| 1.º \| João Matias \| Tavfer-Ovos Matinados-Mortágua \| 18 h 19 min 07 s \| \| \| 2.º \| Rafael Reis \| Glassdrive-Q8-Anicolor \| + 2 s \| \| \| 3.º \| Lukas Meiler \| Team Vorarlberg \| + 6 s \| \| \| 4.º \| Txomin Juaristi \| Euskaltel-Euskadi \| + 6 s \| \| \| 5.º \| Mauricio Moreira \| Glassdrive-Q8-Anicolor \| + 7 s \| \| \| 6.º \| Tiago Antunes \| Efapel Cycling \| + 9 s \| \| \| 7.º \| Moran Vermeulen \| Team Vorarlberg \| + 10 s \| \| \| 8.º \| Carlos Salgueiro \| AP Hotels & Resorts-Tavira-SC Farense \| + 10 s \| \| \| 9.º \| Carlos Oyarzún \| Aviludo-Louletano-Loulé Concelho \| + 11 s \| \| \| 10.º \| Andoni López de Abetxuko \| Euskaltel-Euskadi \| + 11 s \| \| |                          |                                       |                  |
| |                          |                                       |                  |
| |                          |                                       |                  |
| Clasificación general |                          |                                       |                  |
| Ciclista | Ciclista                 | Equipo                                | Tiempo           |
| 1.º | João Matias              | Tavfer-Ovos Matinados-Mortágua        | 18 h 19 min 07 s |
| 2.º | Rafael Reis              | Glassdrive-Q8-Anicolor                | + 2 s            |
| 3.º | Lukas Meiler             | Team Vorarlberg                       | + 6 s            |
| 4.º | Txomin Juaristi          | Euskaltel-Euskadi                     | + 6 s            |
| 5.º | Mauricio Moreira         | Glassdrive-Q8-Anicolor                | + 7 s            |
| 6.º | Tiago Antunes            | Efapel Cycling                        | + 9 s            |
| 7.º | Moran Vermeulen          | Team Vorarlberg                       | + 10 s           |
| 8.º | Carlos Salgueiro         | AP Hotels & Resorts-Tavira-SC Farense | + 10 s           |
| 9.º | Carlos Oyarzún           | Aviludo-Louletano-Loulé Concelho      | + 11 s           |
| 10.º | Andoni López de Abetxuko | Euskaltel-Euskadi                     | + 11 s           |

### 5.ª etapa
| Mação - Covillana | etapa de montaña | (184,3 km) |

| \| Clasificación de la etapa \| Clasificación de la etapa \| Clasificación de la etapa \| Clasificación de la etapa \| Clasificación de la etapa \| \| Ciclista \| Ciclista \| Equipo \| Tiempo \| \| \| ------------------------- \| ------------------------- \| ------------------------------------- \| ------------------------- \| ------------------------- \| \| 1.º \| Delio Fernández \| AP Hotels & Resorts-Tavira-SC Farense \| 5 h 21 min 59 s \| \| \| 2.º \| Colin Stüssi \| Team Vorarlberg \| + 6 s \| \| \| 3.º \| Txomin Juaristi \| Euskaltel-Euskadi \| + 19 s \| \| \| 4.º \| Jesús del Pino \| Aviludo-Louletano-Loulé Concelho \| + 33 s \| \| \| 5.º \| Henrique Casimiro \| Efapel Cycling \| + 36 s \| \| \| 6.º \| Mikel Iturria \| Euskaltel-Euskadi \| + 54 s \| \| \| 7.º \| António Carvalho \| ABTF Betão-Feirense \| + 57 s \| \| \| 8.º \| Andrés Camilo Ardila \| Burgos-BH \| + 1 min 02 s \| \| \| 9.º \| Frederico Figueiredo \| Glassdrive-Q8-Anicolor \| + 1 min 11 s \| \| \| 10.º \| Óscar Cabedo \| Team Vorarlberg \| + 1 min 23 s \| \| |                      |                                       |                 |
| |                      |                                       |                 |
| |                      |                                       |                 |
| Clasificación de la etapa |                      |                                       |                 |
| Ciclista | Ciclista             | Equipo                                | Tiempo          |
| 1.º | Delio Fernández      | AP Hotels & Resorts-Tavira-SC Farense | 5 h 21 min 59 s |
| 2.º | Colin Stüssi         | Team Vorarlberg                       | + 6 s           |
| 3.º | Txomin Juaristi      | Euskaltel-Euskadi                     | + 19 s          |
| 4.º | Jesús del Pino       | Aviludo-Louletano-Loulé Concelho      | + 33 s          |
| 5.º | Henrique Casimiro    | Efapel Cycling                        | + 36 s          |
| 6.º | Mikel Iturria        | Euskaltel-Euskadi                     | + 54 s          |
| 7.º | António Carvalho     | ABTF Betão-Feirense                   | + 57 s          |
| 8.º | Andrés Camilo Ardila | Burgos-BH                             | + 1 min 02 s    |
| 9.º | Frederico Figueiredo | Glassdrive-Q8-Anicolor                | + 1 min 11 s    |
| 10.º | Óscar Cabedo         | Team Vorarlberg                       | + 1 min 23 s    |

| \| Clasificación general \| Clasificación general \| Clasificación general \| Clasificación general \| Clasificación general \| \| Ciclista \| Ciclista \| Equipo \| Tiempo \| \| \| --------------------- \| --------------------- \| ------------------------------------- \| --------------------- \| --------------------- \| \| 1.º \| Delio Fernández \| AP Hotels & Resorts-Tavira-SC Farense \| 23 h 41 min 17 s \| \| \| 2.º \| Colin Stüssi \| Team Vorarlberg \| + 5 s \| \| \| 3.º \| Txomin Juaristi \| Euskaltel-Euskadi \| + 10 s \| \| \| 4.º \| Henrique Casimiro \| Efapel Cycling \| + 41 s \| \| \| 5.º \| Jesús del Pino \| Aviludo-Louletano-Loulé Concelho \| + 1 min 02 s \| \| \| 6.º \| Mikel Iturria \| Euskaltel-Euskadi \| + 1 min 05 s \| \| \| 7.º \| António Carvalho \| ABTF Betão-Feirense \| + 1 min 06 s \| \| \| 8.º \| Andrés Camilo Ardila \| Burgos-BH \| + 1 min 12 s \| \| \| 9.º \| Frederico Figueiredo \| Glassdrive-Q8-Anicolor \| + 1 min 22 s \| \| \| 10.º \| Gonçalo Leaça \| Credibom-LA Alumínios-Marcos Car \| + 1 min 30 s \| \| |                      |                                       |                  |
| |                      |                                       |                  |
| |                      |                                       |                  |
| Clasificación general |                      |                                       |                  |
| Ciclista | Ciclista             | Equipo                                | Tiempo           |
| 1.º | Delio Fernández      | AP Hotels & Resorts-Tavira-SC Farense | 23 h 41 min 17 s |
| 2.º | Colin Stüssi         | Team Vorarlberg                       | + 5 s            |
| 3.º | Txomin Juaristi      | Euskaltel-Euskadi                     | + 10 s           |
| 4.º | Henrique Casimiro    | Efapel Cycling                        | + 41 s           |
| 5.º | Jesús del Pino       | Aviludo-Louletano-Loulé Concelho      | + 1 min 02 s     |
| 6.º | Mikel Iturria        | Euskaltel-Euskadi                     | + 1 min 05 s     |
| 7.º | António Carvalho     | ABTF Betão-Feirense                   | + 1 min 06 s     |
| 8.º | Andrés Camilo Ardila | Burgos-BH                             | + 1 min 12 s     |
| 9.º | Frederico Figueiredo | Glassdrive-Q8-Anicolor                | + 1 min 22 s     |
| 10.º | Gonçalo Leaça        | Credibom-LA Alumínios-Marcos Car      | + 1 min 30 s     |

### 6.ª etapa
| Penamacor - Guarda | etapa escarpada | (168,5 km) |

| \| Clasificación de la etapa \| Clasificación de la etapa \| Clasificación de la etapa \| Clasificación de la etapa \| Clasificación de la etapa \| \| Ciclista \| Ciclista \| Equipo \| Tiempo \| \| \| ------------------------- \| ------------------------- \| ------------------------------ \| ------------------------- \| ------------------------- \| \| 1.º \| Luis Ángel Maté \| Euskaltel-Euskadi \| 4 h 24 min 59 s \| \| \| 2.º \| Artem Nych \| Glassdrive-Q8-Anicolor \| + 14 s \| \| \| 3.º \| Iván Cobo \| Equipo Kern Pharma \| + 47 s \| \| \| 4.º \| César Fonte \| Rádio Popular-Paredes-Boavista \| + 56 s \| \| \| 5.º \| Nícolas Sessler \| Global 6 Cycling \| + 59 s \| \| \| 6.º \| António Carvalho \| ABTF Betão-Feirense \| + 2 min 01 s \| \| \| 7.º \| Colin Stüssi \| Team Vorarlberg \| + 2 min 02 s \| \| \| 8.º \| Frederico Figueiredo \| Glassdrive-Q8-Anicolor \| + 2 min 04 s \| \| \| 9.º \| Henrique Casimiro \| Efapel Cycling \| + 2 min 04 s \| \| \| 10.º \| Txomin Juaristi \| Euskaltel-Euskadi \| + 2 min 04 s \| \| |                      |                                |                 |
| |                      |                                |                 |
| |                      |                                |                 |
| Clasificación de la etapa |                      |                                |                 |
| Ciclista | Ciclista             | Equipo                         | Tiempo          |
| 1.º | Luis Ángel Maté      | Euskaltel-Euskadi              | 4 h 24 min 59 s |
| 2.º | Artem Nych           | Glassdrive-Q8-Anicolor         | + 14 s          |
| 3.º | Iván Cobo            | Equipo Kern Pharma             | + 47 s          |
| 4.º | César Fonte          | Rádio Popular-Paredes-Boavista | + 56 s          |
| 5.º | Nícolas Sessler      | Global 6 Cycling               | + 59 s          |
| 6.º | António Carvalho     | ABTF Betão-Feirense            | + 2 min 01 s    |
| 7.º | Colin Stüssi         | Team Vorarlberg                | + 2 min 02 s    |
| 8.º | Frederico Figueiredo | Glassdrive-Q8-Anicolor         | + 2 min 04 s    |
| 9.º | Henrique Casimiro    | Efapel Cycling                 | + 2 min 04 s    |
| 10.º | Txomin Juaristi      | Euskaltel-Euskadi              | + 2 min 04 s    |

| \| Clasificación general \| Clasificación general \| Clasificación general \| Clasificación general \| Clasificación general \| \| Ciclista \| Ciclista \| Equipo \| Tiempo \| \| \| --------------------- \| --------------------- \| ------------------------------------- \| --------------------- \| --------------------- \| \| 1.º \| Artem Nych \| Glassdrive-Q8-Anicolor \| 28 h 07 min 53 s \| \| \| 2.º \| Delio Fernández \| AP Hotels & Resorts-Tavira-SC Farense \| + 27 s \| \| \| 3.º \| Colin Stüssi \| Team Vorarlberg \| + 30 s \| \| \| 4.º \| Txomin Juaristi \| Euskaltel-Euskadi \| + 37 s \| \| \| 5.º \| Luis Ángel Maté \| Euskaltel-Euskadi \| + 1 min 01 s \| \| \| 6.º \| Henrique Casimiro \| Efapel Cycling \| + 1 min 08 s \| \| \| 7.º \| António Carvalho \| ABTF Betão-Feirense \| + 1 min 30 s \| \| \| 8.º \| Frederico Figueiredo \| Glassdrive-Q8-Anicolor \| + 1 min 49 s \| \| \| 9.º \| Mikel Iturria \| Euskaltel-Euskadi \| + 2 min 44 s \| \| \| 10.º \| Jesús del Pino \| Aviludo-Louletano-Loulé Concelho \| + 2 min 54 s \| \| |                      |                                       |                  |
| |                      |                                       |                  |
| |                      |                                       |                  |
| Clasificación general |                      |                                       |                  |
| Ciclista | Ciclista             | Equipo                                | Tiempo           |
| 1.º | Artem Nych           | Glassdrive-Q8-Anicolor                | 28 h 07 min 53 s |
| 2.º | Delio Fernández      | AP Hotels & Resorts-Tavira-SC Farense | + 27 s           |
| 3.º | Colin Stüssi         | Team Vorarlberg                       | + 30 s           |
| 4.º | Txomin Juaristi      | Euskaltel-Euskadi                     | + 37 s           |
| 5.º | Luis Ángel Maté      | Euskaltel-Euskadi                     | + 1 min 01 s     |
| 6.º | Henrique Casimiro    | Efapel Cycling                        | + 1 min 08 s     |
| 7.º | António Carvalho     | ABTF Betão-Feirense                   | + 1 min 30 s     |
| 8.º | Frederico Figueiredo | Glassdrive-Q8-Anicolor                | + 1 min 49 s     |
| 9.º | Mikel Iturria        | Euskaltel-Euskadi                     | + 2 min 44 s     |
| 10.º | Jesús del Pino       | Aviludo-Louletano-Loulé Concelho      | + 2 min 54 s     |

### 7.ª etapa
| Torre de Moncorvo - Sierra de Larouco | etapa de montaña | (162,6 km) |

| \| Clasificación de la etapa \| Clasificación de la etapa \| Clasificación de la etapa \| Clasificación de la etapa \| Clasificación de la etapa \| \| Ciclista \| Ciclista \| Equipo \| Tiempo \| \| \| ------------------------- \| ------------------------- \| -------------------------------- \| ------------------------- \| ------------------------- \| \| 1.º \| Colin Stüssi \| Team Vorarlberg \| 4 h 16 min 59 s \| \| \| 2.º \| Luis Ángel Maté \| Euskaltel-Euskadi \| + 0 s \| \| \| 3.º \| António Carvalho \| ABTF Betão-Feirense \| + 0 s \| \| \| 4.º \| Henrique Casimiro \| Efapel Cycling \| + 0 s \| \| \| 5.º \| Frederico Figueiredo \| Glassdrive-Q8-Anicolor \| + 2 s \| \| \| 6.º \| Afonso Eulálio \| ABTF Betão-Feirense \| + 9 s \| \| \| 7.º \| Óscar Cabedo \| Team Vorarlberg \| + 20 s \| \| \| 8.º \| Yesid Pira \| Caja Rural-Seguros RGA \| + 20 s \| \| \| 9.º \| Jesús del Pino \| Aviludo-Louletano-Loulé Concelho \| + 23 s \| \| \| 10.º \| Mikel Iturria \| Euskaltel-Euskadi \| + 26 s \| \| |                      |                                  |                 |
| |                      |                                  |                 |
| |                      |                                  |                 |
| Clasificación de la etapa |                      |                                  |                 |
| Ciclista | Ciclista             | Equipo                           | Tiempo          |
| 1.º | Colin Stüssi         | Team Vorarlberg                  | 4 h 16 min 59 s |
| 2.º | Luis Ángel Maté      | Euskaltel-Euskadi                | + 0 s           |
| 3.º | António Carvalho     | ABTF Betão-Feirense              | + 0 s           |
| 4.º | Henrique Casimiro    | Efapel Cycling                   | + 0 s           |
| 5.º | Frederico Figueiredo | Glassdrive-Q8-Anicolor           | + 2 s           |
| 6.º | Afonso Eulálio       | ABTF Betão-Feirense              | + 9 s           |
| 7.º | Óscar Cabedo         | Team Vorarlberg                  | + 20 s          |
| 8.º | Yesid Pira           | Caja Rural-Seguros RGA           | + 20 s          |
| 9.º | Jesús del Pino       | Aviludo-Louletano-Loulé Concelho | + 23 s          |
| 10.º | Mikel Iturria        | Euskaltel-Euskadi                | + 26 s          |

| \| Clasificación general \| Clasificación general \| Clasificación general \| Clasificación general \| Clasificación general \| \| Ciclista \| Ciclista \| Equipo \| Tiempo \| \| \| --------------------- \| --------------------- \| -------------------------------- \| --------------------- \| --------------------- \| \| 1.º \| Colin Stüssi \| Team Vorarlberg \| 32 h 25 min 12 s \| \| \| 2.º \| Artem Nych \| Glassdrive-Q8-Anicolor \| + 28 s \| \| \| 3.º \| Luis Ángel Maté \| Euskaltel-Euskadi \| + 34 s \| \| \| 4.º \| Txomin Juaristi \| Euskaltel-Euskadi \| + 43 s \| \| \| 5.º \| Henrique Casimiro \| Efapel Cycling \| + 45 s \| \| \| 6.º \| António Carvalho \| ABTF Betão-Feirense \| + 1 min 06 s \| \| \| 7.º \| Frederico Figueiredo \| Glassdrive-Q8-Anicolor \| + 1 min 29 s \| \| \| 8.º \| Mikel Iturria \| Euskaltel-Euskadi \| + 2 min 50 s \| \| \| 9.º \| Jesús del Pino \| Aviludo-Louletano-Loulé Concelho \| + 2 min 57 s \| \| \| 10.º \| Óscar Cabedo \| Team Vorarlberg \| + 3 min 21 s \| \| |                      |                                  |                  |
| |                      |                                  |                  |
| |                      |                                  |                  |
| Clasificación general |                      |                                  |                  |
| Ciclista | Ciclista             | Equipo                           | Tiempo           |
| 1.º | Colin Stüssi         | Team Vorarlberg                  | 32 h 25 min 12 s |
| 2.º | Artem Nych           | Glassdrive-Q8-Anicolor           | + 28 s           |
| 3.º | Luis Ángel Maté      | Euskaltel-Euskadi                | + 34 s           |
| 4.º | Txomin Juaristi      | Euskaltel-Euskadi                | + 43 s           |
| 5.º | Henrique Casimiro    | Efapel Cycling                   | + 45 s           |
| 6.º | António Carvalho     | ABTF Betão-Feirense              | + 1 min 06 s     |
| 7.º | Frederico Figueiredo | Glassdrive-Q8-Anicolor           | + 1 min 29 s     |
| 8.º | Mikel Iturria        | Euskaltel-Euskadi                | + 2 min 50 s     |
| 9.º | Jesús del Pino       | Aviludo-Louletano-Loulé Concelho | + 2 min 57 s     |
| 10.º | Óscar Cabedo         | Team Vorarlberg                  | + 3 min 21 s     |

### 8.ª etapa
| Boticas - Fafe | etapa escarpada | (146,7 km) |

| \| Clasificación de la etapa \| Clasificación de la etapa \| Clasificación de la etapa \| Clasificación de la etapa \| Clasificación de la etapa \| \| Ciclista \| Ciclista \| Equipo \| Tiempo \| \| \| ------------------------- \| ------------------------- \| ------------------------- \| ------------------------- \| ------------------------- \| \| 1.º \| Adrián Bustamante \| Kelly-Simoldes-UDO \| 3 h 34 min 26 s \| \| \| 2.º \| Mikel Iturria \| Euskaltel-Euskadi \| + 0 s \| \| \| 3.º \| Luis Ángel Maté \| Euskaltel-Euskadi \| + 0 s \| \| \| 4.º \| James Whelan \| Glassdrive-Q8-Anicolor \| + 2 s \| \| \| 5.º \| António Carvalho \| ABTF Betão-Feirense \| + 2 s \| \| \| 6.º \| Luís Mendonça \| Glassdrive-Q8-Anicolor \| + 2 s \| \| \| 7.º \| Yesid Pira \| Caja Rural-Seguros RGA \| + 2 s \| \| \| 8.º \| Luís Gomes \| Kelly-Simoldes-UDO \| + 2 s \| \| \| 9.º \| Henrique Casimiro \| Efapel Cycling \| + 2 s \| \| \| 10.º \| Frederico Figueiredo \| Glassdrive-Q8-Anicolor \| + 2 s \| \| |                      |                        |                 |
| |                      |                        |                 |
| |                      |                        |                 |
| Clasificación de la etapa |                      |                        |                 |
| Ciclista | Ciclista             | Equipo                 | Tiempo          |
| 1.º | Adrián Bustamante    | Kelly-Simoldes-UDO     | 3 h 34 min 26 s |
| 2.º | Mikel Iturria        | Euskaltel-Euskadi      | + 0 s           |
| 3.º | Luis Ángel Maté      | Euskaltel-Euskadi      | + 0 s           |
| 4.º | James Whelan         | Glassdrive-Q8-Anicolor | + 2 s           |
| 5.º | António Carvalho     | ABTF Betão-Feirense    | + 2 s           |
| 6.º | Luís Mendonça        | Glassdrive-Q8-Anicolor | + 2 s           |
| 7.º | Yesid Pira           | Caja Rural-Seguros RGA | + 2 s           |
| 8.º | Luís Gomes           | Kelly-Simoldes-UDO     | + 2 s           |
| 9.º | Henrique Casimiro    | Efapel Cycling         | + 2 s           |
| 10.º | Frederico Figueiredo | Glassdrive-Q8-Anicolor | + 2 s           |

| \| Clasificación general \| Clasificación general \| Clasificación general \| Clasificación general \| Clasificación general \| \| Ciclista \| Ciclista \| Equipo \| Tiempo \| \| \| --------------------- \| --------------------- \| -------------------------------- \| --------------------- \| --------------------- \| \| 1.º \| Colin Stüssi \| Team Vorarlberg \| 35 h 59 min 40 s \| \| \| 2.º \| Artem Nych \| Glassdrive-Q8-Anicolor \| + 28 s \| \| \| 3.º \| Luis Ángel Maté \| Euskaltel-Euskadi \| + 28 s \| \| \| 4.º \| Txomin Juaristi \| Euskaltel-Euskadi \| + 43 s \| \| \| 5.º \| Henrique Casimiro \| Efapel Cycling \| + 45 s \| \| \| 6.º \| António Carvalho \| ABTF Betão-Feirense \| + 1 min 06 s \| \| \| 7.º \| Frederico Figueiredo \| Glassdrive-Q8-Anicolor \| + 1 min 29 s \| \| \| 8.º \| Mikel Iturria \| Euskaltel-Euskadi \| + 1 h 42 min 42 s \| \| \| 9.º \| Jesús del Pino \| Aviludo-Louletano-Loulé Concelho \| + 2 min 57 s \| \| \| 10.º \| Yesid Pira \| Caja Rural-Seguros RGA \| + 3 min 41 s \| \| |                      |                                  |                   |
| |                      |                                  |                   |
| |                      |                                  |                   |
| Clasificación general |                      |                                  |                   |
| Ciclista | Ciclista             | Equipo                           | Tiempo            |
| 1.º | Colin Stüssi         | Team Vorarlberg                  | 35 h 59 min 40 s  |
| 2.º | Artem Nych           | Glassdrive-Q8-Anicolor           | + 28 s            |
| 3.º | Luis Ángel Maté      | Euskaltel-Euskadi                | + 28 s            |
| 4.º | Txomin Juaristi      | Euskaltel-Euskadi                | + 43 s            |
| 5.º | Henrique Casimiro    | Efapel Cycling                   | + 45 s            |
| 6.º | António Carvalho     | ABTF Betão-Feirense              | + 1 min 06 s      |
| 7.º | Frederico Figueiredo | Glassdrive-Q8-Anicolor           | + 1 min 29 s      |
| 8.º | Mikel Iturria        | Euskaltel-Euskadi                | + 1 h 42 min 42 s |
| 9.º | Jesús del Pino       | Aviludo-Louletano-Loulé Concelho | + 2 min 57 s      |
| 10.º | Yesid Pira           | Caja Rural-Seguros RGA           | + 3 min 41 s      |

### 9.ª etapa
| Paredes - Mondim de Basto | etapa de montaña | (174,5 km) |

| \| Clasificación de la etapa \| Clasificación de la etapa \| Clasificación de la etapa \| Clasificación de la etapa \| Clasificación de la etapa \| \| Ciclista \| Ciclista \| Equipo \| Tiempo \| \| \| ------------------------- \| ------------------------- \| ------------------------------------- \| ------------------------- \| ------------------------- \| \| 1.º \| James Whelan \| Glassdrive-Q8-Anicolor \| 4 h 32 min 46 s \| \| \| 2.º \| Delio Fernández \| AP Hotels & Resorts-Tavira-SC Farense \| + 34 s \| \| \| 3.º \| Hélder Gonçalves \| Kelly-Simoldes-UDO \| + 36 s \| \| \| 4.º \| Ivo Pinheiro \| ABTF Betão-Feirense \| + 49 s \| \| \| 5.º \| Jaume Guardeño \| Caja Rural-Seguros RGA \| + 1 min 24 s \| \| \| 6.º \| Luís Felipe Fernandes \| Rádio Popular-Paredes-Boavista \| + 1 min 34 s \| \| \| 7.º \| Colin Stüssi \| Team Vorarlberg \| + 1 min 38 s \| \| \| 8.º \| Henrique Casimiro \| Efapel Cycling \| + 1 min 38 s \| \| \| 9.º \| António Carvalho \| ABTF Betão-Feirense \| + 1 min 38 s \| \| \| 10.º \| Mikel Mujika \| BAI-Sicasal-Petro de Luanda \| + 1 min 57 s \| \| |                       |                                       |                 |
| |                       |                                       |                 |
| |                       |                                       |                 |
| Clasificación de la etapa |                       |                                       |                 |
| Ciclista | Ciclista              | Equipo                                | Tiempo          |
| 1.º | James Whelan          | Glassdrive-Q8-Anicolor                | 4 h 32 min 46 s |
| 2.º | Delio Fernández       | AP Hotels & Resorts-Tavira-SC Farense | + 34 s          |
| 3.º | Hélder Gonçalves      | Kelly-Simoldes-UDO                    | + 36 s          |
| 4.º | Ivo Pinheiro          | ABTF Betão-Feirense                   | + 49 s          |
| 5.º | Jaume Guardeño        | Caja Rural-Seguros RGA                | + 1 min 24 s    |
| 6.º | Luís Felipe Fernandes | Rádio Popular-Paredes-Boavista        | + 1 min 34 s    |
| 7.º | Colin Stüssi          | Team Vorarlberg                       | + 1 min 38 s    |
| 8.º | Henrique Casimiro     | Efapel Cycling                        | + 1 min 38 s    |
| 9.º | António Carvalho      | ABTF Betão-Feirense                   | + 1 min 38 s    |
| 10.º | Mikel Mujika          | BAI-Sicasal-Petro de Luanda           | + 1 min 57 s    |

| \| Clasificación general \| Clasificación general \| Clasificación general \| Clasificación general \| Clasificación general \| \| Ciclista \| Ciclista \| Equipo \| Tiempo \| \| \| --------------------- \| --------------------- \| -------------------------------- \| --------------------- \| --------------------- \| \| 1.º \| Colin Stüssi \| Team Vorarlberg \| 40 h 34 min 04 s \| \| \| 2.º \| Henrique Casimiro \| Efapel Cycling \| + 45 s \| \| \| 3.º \| Artem Nych \| Glassdrive-Q8-Anicolor \| + 1 min 00 s \| \| \| 4.º \| António Carvalho \| ABTF Betão-Feirense \| + 1 min 06 s \| \| \| 5.º \| Luis Ángel Maté \| Euskaltel-Euskadi \| + 1 min 15 s \| \| \| 6.º \| Txomin Juaristi \| Euskaltel-Euskadi \| + 1 min 30 s \| \| \| 7.º \| Frederico Figueiredo \| Glassdrive-Q8-Anicolor \| + 2 min 01 s \| \| \| 8.º \| James Whelan \| Glassdrive-Q8-Anicolor \| + 2 min 58 s \| \| \| 9.º \| Jesús del Pino \| Aviludo-Louletano-Loulé Concelho \| + 4 min 04 s \| \| \| 10.º \| Hélder Gonçalves \| Kelly-Simoldes-UDO \| + 5 min 07 s \| \| |                      |                                  |                  |
| |                      |                                  |                  |
| |                      |                                  |                  |
| Clasificación general |                      |                                  |                  |
| Ciclista | Ciclista             | Equipo                           | Tiempo           |
| 1.º | Colin Stüssi         | Team Vorarlberg                  | 40 h 34 min 04 s |
| 2.º | Henrique Casimiro    | Efapel Cycling                   | + 45 s           |
| 3.º | Artem Nych           | Glassdrive-Q8-Anicolor           | + 1 min 00 s     |
| 4.º | António Carvalho     | ABTF Betão-Feirense              | + 1 min 06 s     |
| 5.º | Luis Ángel Maté      | Euskaltel-Euskadi                | + 1 min 15 s     |
| 6.º | Txomin Juaristi      | Euskaltel-Euskadi                | + 1 min 30 s     |
| 7.º | Frederico Figueiredo | Glassdrive-Q8-Anicolor           | + 2 min 01 s     |
| 8.º | James Whelan         | Glassdrive-Q8-Anicolor           | + 2 min 58 s     |
| 9.º | Jesús del Pino       | Aviludo-Louletano-Loulé Concelho | + 4 min 04 s     |
| 10.º | Hélder Gonçalves     | Kelly-Simoldes-UDO               | + 5 min 07 s     |

### 10.ª etapa
| Viana do Castelo - Viana do Castelo | contrarreloj individual | (17,9 km) |

| \| Clasificación de la etapa \| Clasificación de la etapa \| Clasificación de la etapa \| Clasificación de la etapa \| Clasificación de la etapa \| \| Ciclista \| Ciclista \| Equipo \| Tiempo \| \| \| ------------------------- \| ------------------------- \| -------------------------------- \| ------------------------- \| ------------------------- \| \| 1.º \| Txomin Juaristi \| Euskaltel-Euskadi \| 24 min 56 s \| \| \| 2.º \| Mauricio Moreira \| Glassdrive-Q8-Anicolor \| + 3 s \| \| \| 3.º \| Colin Stüssi \| Team Vorarlberg \| + 26 s \| \| \| 4.º \| António Carvalho \| ABTF Betão-Feirense \| + 27 s \| \| \| 5.º \| Rafael Reis \| Glassdrive-Q8-Anicolor \| + 48 s \| \| \| 6.º \| Luis Ángel Maté \| Euskaltel-Euskadi \| + 51 s \| \| \| 7.º \| Artem Nych \| Glassdrive-Q8-Anicolor \| + 54 s \| \| \| 8.º \| Carlos Oyarzún \| Aviludo-Louletano-Loulé Concelho \| + 1 min 01 s \| \| \| 9.º \| Mikel Iturria \| Euskaltel-Euskadi \| + 1 min 02 s \| \| \| 10.º \| Moran Vermeulen \| Team Vorarlberg \| + 1 min 07 s \| \| |                  |                                  |              |
| |                  |                                  |              |
| |                  |                                  |              |
| Clasificación de la etapa |                  |                                  |              |
| Ciclista | Ciclista         | Equipo                           | Tiempo       |
| 1.º | Txomin Juaristi  | Euskaltel-Euskadi                | 24 min 56 s  |
| 2.º | Mauricio Moreira | Glassdrive-Q8-Anicolor           | + 3 s        |
| 3.º | Colin Stüssi     | Team Vorarlberg                  | + 26 s       |
| 4.º | António Carvalho | ABTF Betão-Feirense              | + 27 s       |
| 5.º | Rafael Reis      | Glassdrive-Q8-Anicolor           | + 48 s       |
| 6.º | Luis Ángel Maté  | Euskaltel-Euskadi                | + 51 s       |
| 7.º | Artem Nych       | Glassdrive-Q8-Anicolor           | + 54 s       |
| 8.º | Carlos Oyarzún   | Aviludo-Louletano-Loulé Concelho | + 1 min 01 s |
| 9.º | Mikel Iturria    | Euskaltel-Euskadi                | + 1 min 02 s |
| 10.º | Moran Vermeulen  | Team Vorarlberg                  | + 1 min 07 s |

## Clasificación final
- La clasificación finalizó de la siguiente forma:[2]

| \| Clasificación general \| Clasificación general \| Clasificación general \| Clasificación general \| Clasificación general \| \| Ciclista \| Ciclista \| Equipo \| Tiempo \| \| \| --------------------- \| --------------------- \| -------------------------------- \| --------------------- \| --------------------- \| \| 1.º \| Colin Stüssi \| Team Vorarlberg \| 40 h 59 min 26 s \| \| \| 2.º \| Txomin Juaristi \| Euskaltel-Euskadi \| + 1 min 04 s \| \| \| 3.º \| António Carvalho \| ABTF Betão-Feirense \| + 1 min 07 s \| \| \| 4.º \| Artem Nych \| Glassdrive-Q8-Anicolor \| + 1 min 28 s \| \| \| 5.º \| Luis Ángel Maté \| Euskaltel-Euskadi \| + 1 min 40 s \| \| \| 6.º \| Henrique Casimiro \| Efapel Cycling \| + 1 min 43 s \| \| \| 7.º \| Frederico Figueiredo \| Glassdrive-Q8-Anicolor \| + 3 min 27 s \| \| \| 8.º \| James Whelan \| Glassdrive-Q8-Anicolor \| + 4 min 22 s \| \| \| 9.º \| Mikel Iturria \| Euskaltel-Euskadi \| + 5 min 55 s \| \| \| 10.º \| Jesús del Pino \| Aviludo-Louletano-Loulé Concelho \| + 6 min 01 s \| \| |                      |                                  |                  |
| |                      |                                  |                  |
| Fuente: ProCyclingStats |                      |                                  |                  |
| Clasificación general |                      |                                  |                  |
| Ciclista | Ciclista             | Equipo                           | Tiempo           |
| 1.º | Colin Stüssi         | Team Vorarlberg                  | 40 h 59 min 26 s |
| 2.º | Txomin Juaristi      | Euskaltel-Euskadi                | + 1 min 04 s     |
| 3.º | António Carvalho     | ABTF Betão-Feirense              | + 1 min 07 s     |
| 4.º | Artem Nych           | Glassdrive-Q8-Anicolor           | + 1 min 28 s     |
| 5.º | Luis Ángel Maté      | Euskaltel-Euskadi                | + 1 min 40 s     |
| 6.º | Henrique Casimiro    | Efapel Cycling                   | + 1 min 43 s     |
| 7.º | Frederico Figueiredo | Glassdrive-Q8-Anicolor           | + 3 min 27 s     |
| 8.º | James Whelan         | Glassdrive-Q8-Anicolor           | + 4 min 22 s     |
| 9.º | Mikel Iturria        | Euskaltel-Euskadi                | + 5 min 55 s     |
| 10.º | Jesús del Pino       | Aviludo-Louletano-Loulé Concelho | + 6 min 01 s     |

### Clasificación por puntos
| Clasificación por puntos | Clasificación por puntos | Clasificación por puntos       | Clasificación por puntos | Clasificación por puntos |
| Ciclista                 | Ciclista                 | Equipo                         | Puntos                   |                          |
| ------------------------ | ------------------------ | ------------------------------ | ------------------------ | ------------------------ |
| 1.º                      | Daniel Babor             | Caja Rural-Seguros RGA         | 105 pts                  |                          |
| 2.º                      | Leangel Linarez          | Tavfer-Ovos Matinados-Mortágua | 98 pts                   |                          |
| 3.º                      | Luís Mendonça            | Glassdrive-Q8-Anicolor         | 87 pts                   |                          |
| 4.º                      | Andoni López de Abetxuko | Euskaltel-Euskadi              | 86 pts                   |                          |
| 5.º                      | João Matias              | Tavfer-Ovos Matinados-Mortágua | 84 pts                   |                          |
| 6.º                      | Luis Ángel Maté          | Euskaltel-Euskadi              | 67 pts                   |                          |
| 7.º                      | Colin Stüssi             | Team Vorarlberg                | 57 pts                   |                          |
| 8.º                      | Adrián Bustamante        | Kelly-Simoldes-UDO             | 53 pts                   |                          |
| 9.º                      | Francisco Campos         | BAI-Sicasal-Petro de Luanda    | 44 pts                   |                          |
| 10.º                     | Luís Gomes               | Kelly-Simoldes-UDO             | 43 pts                   |                          |

### Clasificación de la montaña
| Clasificación de la montaña | Clasificación de la montaña | Clasificación de la montaña           | Clasificación de la montaña | Clasificación de la montaña |
| Ciclista                    | Ciclista                    | Equipo                                | Puntos                      |                             |
| --------------------------- | --------------------------- | ------------------------------------- | --------------------------- | --------------------------- |
| 1.º                         | César Fonte                 | Rádio Popular-Paredes-Boavista        | 97 pts                      |                             |
| 2.º                         | Antonio Jesús Soto          | Euskaltel-Euskadi                     | 58 pts                      |                             |
| 3.º                         | Colin Stüssi                | Team Vorarlberg                       | 43 pts                      |                             |
| 4.º                         | Delio Fernández             | AP Hotels & Resorts-Tavira-SC Farense | 41 pts                      |                             |
| 5.º                         | Luis Ángel Maté             | Euskaltel-Euskadi                     | 40 pts                      |                             |
| 6.º                         | Luís Felipe Fernandes       | Rádio Popular-Paredes-Boavista        | 33 pts                      |                             |
| 7.º                         | Jaume Guardeño              | Caja Rural-Seguros RGA                | 26 pts                      |                             |
| 8.º                         | Henrique Casimiro           | Efapel Cycling                        | 25 pts                      |                             |
| 9.º                         | Iván Cobo                   | Equipo Kern Pharma                    | 23 pts                      |                             |
| 10.º                        | Mario Aparicio              | Burgos-BH                             | 22 pts                      |                             |

### Clasificación de los jóvenes
| Clasificación del mejor joven | Clasificación del mejor joven | Clasificación del mejor joven    | Clasificación del mejor joven | Clasificación del mejor joven |
| Ciclista                      | Ciclista                      | Equipo                           | Tiempo                        |                               |
| ----------------------------- | ----------------------------- | -------------------------------- | ----------------------------- | ----------------------------- |
| 1.º                           | Jaume Guardeño                | Caja Rural-Seguros RGA           | 41 h 17 min 15 s              |                               |
| 2.º                           | Afonso Eulálio                | ABTF Betão-Feirense              | + 47 s                        |                               |
| 3.º                           | César David Guavita           | Kelly-Simoldes-UDO               | + 36 min 11 s                 |                               |
| 4.º                           | Pablo Garcia Frances          | BAI-Sicasal-Petro de Luanda      | + 38 min 02 s                 |                               |
| 5.º                           | Diogo Narciso                 | Credibom-LA Alumínios-Marcos Car | + 1 h 28 min 10 s             |                               |
| 6.º                           | Daniel Dias                   | Credibom-LA Alumínios-Marcos Car | + 1 h 50 min 59 s             |                               |
| 7.º                           | Jonas Beck                    | Bike Aid                         | + 2 h 21 min 37 s             |                               |

### Clasificación por equipos
| Clasificación por equipos | Clasificación por equipos | Clasificación por equipos | Clasificación por equipos |
| Equipo                    | Equipo                    | Tiempo                    |                           |
| ------------------------- | ------------------------- | ------------------------- | ------------------------- |
| 1.º                       | Glassdrive-Q8-Anicolor    | 120 h 16 min 53 s         |                           |
| 2.º                       | Euskaltel-Euskadi         | + 2 min 48 s              |                           |
| 3.º                       | ABTF Betão-Feirense       | + 32 min 24 s             |                           |
| 4.º                       | Kelly-Simoldes-UDO        | + 33 min 55 s             |                           |
| 5.º                       | Burgos-BH                 | + 53 min 02 s             |                           |

## Evolución de las clasificaciones
| Etapa                   |                         | Ganador _         | Clasificación general | Puntos          | Montaña         | Jóvenes              | Equipo                 |
| ----------------------- | ----------------------- | ----------------- | --------------------- | --------------- | --------------- | -------------------- | ---------------------- |
| Prólogo                 | contrarreloj individual | Rafael Reis       | Rafael Reis           | no otorgado     | no otorgado     | Daniel Dias          | Glassdrive-Q8-Anicolor |
| 1.ª etapa               | etapa escarpada         | Leangel Linarez   | Rafael Reis           | Leangel Linarez | Diogo Narciso   | Daniel Dias          | Glassdrive-Q8-Anicolor |
| 2.ª etapa               | etapa escarpada         | Leangel Linarez   | Leangel Linarez       | Leangel Linarez | Luis Ángel Maté | Daniel Dias          | Glassdrive-Q8-Anicolor |
| 3.ª etapa               | etapa escarpada         | João Matias       | Rafael Reis           | Leangel Linarez | Luis Ángel Maté | Pablo Garcia Frances | Glassdrive-Q8-Anicolor |
| 4.ª etapa               | etapa escarpada         | Daniel Babor      | João Matias           | Daniel Babor    | João Macedo     | Pablo Garcia Frances | Glassdrive-Q8-Anicolor |
| 5.ª etapa               | etapa de montaña        | Delio Fernández   | Delio Fernández       | Daniel Babor    | Delio Fernández | Afonso Eulálio       | Euskaltel-Euskadi      |
| 6.ª etapa               | etapa escarpada         | Luis Ángel Maté   | Artem Nych            | Daniel Babor    | César Fonte     | Afonso Eulálio       | Euskaltel-Euskadi      |
| 7.ª etapa               | etapa de montaña        | Colin Stüssi      | Colin Stüssi          | Daniel Babor    | César Fonte     | Afonso Eulálio       | Euskaltel-Euskadi      |
| 8.ª etapa               | etapa escarpada         | Adrián Bustamante | Colin Stüssi          | Daniel Babor    | César Fonte     | Afonso Eulálio       | Euskaltel-Euskadi      |
| 9.ª etapa               | etapa de montaña        | James Whelan      | Colin Stüssi          | Daniel Babor    | César Fonte     | Afonso Eulálio       | Glassdrive-Q8-Anicolor |
| 10.ª etapa              | contrarreloj individual | Txomin Juaristi   | Colin Stüssi          | Daniel Babor    | César Fonte     | Jaume Guardeño       | Glassdrive-Q8-Anicolor |
| Clasificaciones finales | Clasificaciones finales |                   | Colin Stüssi          | Daniel Babor    | César Fonte     | Jaume Guardeño       | Glassdrive-Q8-Anicolor |

## UCI World Ranking
La Volta a Portugal otorgó puntos para el UCI World Ranking para corredores de los equipos en las categorías UCI WorldTeam, UCI ProTeam y Continental. Las siguientes tablas son el baremo de puntuación y los diez corredores que obtuvieron más puntos:
| Posición              | 1.º | 2.º | 3.º | 4.º | 5.º | 6.º | 7.º | 8.º | 9.º | 10.º | 11.º | 12.º | 13.º-15.º | 16.º-25.º |
| Clasificación general | 125 | 85  | 70  | 60  | 50  | 40  | 35  | 30  | 25  | 20   | 15   | 10   | 5         | 3         |
| Por etapa             | 14  | 5   | 3   |     |     |     |     |     |     |      |      |      |           |           |
| Líder                 | 3   |     |     |     |     |     |     |     |     |      |      |      |           |           |

| Clasificación |                      |                                |         |       |       |       |
| Posición      | Ciclista             | Equipo                         | General | Etapa | Líder | Total |
| ------------- | -------------------- | ------------------------------ | ------- | ----- | ----- | ----- |
| 1.º           | Colin Stüssi         | Team Vorarlberg                | 125     | 22    | 9     | 156   |
| 2.º           | Txomin Juaristi      | Euskaltel-Euskadi              | 85      | 22    | -     | 107   |
| 3.º           | António Carvalho     | ABTF Betão-Feirense            | 70      | 3     | -     | 73    |
| 4.º           | Luis Ángel Maté      | Euskaltel-Euskadi              | 50      | 22    | -     | 72    |
| 5.º           | Artem Nych           | Glassdrive-Q8-Anicolor         | 60      | 5     | 3     | 68    |
| 6.º           | James Whelan         | Glassdrive-Q8-Anicolor         | 30      | 14    | -     | 44    |
| 7.º           | Henrique Casimiro    | Efapel Cycling                 | 40      | -     | -     | 40    |
| 8.º           | Frederico Figueiredo | Glassdrive-Q8-Anicolor         | 35      | -     | -     | 35    |
| 9.º           | Leangel Linarez      | Tavfer-Ovos Matinados-Mortágua | -       | 28    | 3     | 31    |
| 10.º          | Mikel Iturria        | Euskaltel-Euskadi              | 25      | 5     | -     | 30    |